# Josep Maria Andreu i Forns
Josep Maria Andreu i Forns (Barcelona, 27 de novembre de 1920 - 21 de març de 2014) va ser un poeta català i reconegut autor de lletres de cançons lligat a la Nova Cançó i a la cançó en català posterior, un dels seus autors fonamentals en col·laboració amb el músic Lleó Borrell i Gambús.
Els seus reculls poètics van aconseguir el premi Carles Riba el 1959. Va adaptar més de 300 lletres de cançons de l'anglès, francès, italià i castellà, i n'ha escrites d'originals, les quals, musicades per Lleó Borrell i Gambús, han estat premiades; altres han obtingut molta acceptació, com Se'n va anar, Premi del Festival de la Cançó Mediterrània el 1963 cantada per Raimon.
També són seus els textos dels temes Et portaré una rosa, interpretada per Josep Carreras el 1987 i Somnis i records interpretada per Montserrat Caballé el 1992. El 2006 va rebre la Creu de Sant Jordi.

## Obres
- Per entrar en el regne (1957)
- Intento el poema (1960)
- Poemes i cançons (1957-1992) (1993)